# Chiesa della Santissima Trinità (Malborghetto-Valbruna)
La chiesa della Santissima Trinità è un luogo di culto cattolico di Valbruna, frazione del comune sparso di Malborghetto-Valbruna, in provincia e arcidiocesi di Udine; fa parte della forania della Montagna.

## Storia
La chiesa di Valbruna venne costruita nel 1622. Da un documento del 1852 si apprende che la chiesa era dotata di battistero. Nel 1892 la chiesa venne riparata in seguito a un incendio. 
L'edificio venne lesionato anche durante la prima guerra mondiale e prontamente restaurato. 
Il 20 febbraio 1932, in seguito alla bolla Quo Christi fideles di papa Pio XI, Valbruna e l'intero decanato di Tarvisio furono ceduti dalla diocesi di Gurk all'arcidiocesi di Udine.

In seguito al terremoto del Friuli del 1976, durante il quale aveva subito dei danni, la chiesa fu restaurata.

## Descrizione
La chiesa presenta pianta rettangolare e l'abside poligonale, alla quale è affiancato il campanile, a base quadrata e sormontato da una cuspide ottagonale.
All'interno si possono ammirare le pale sia dell'altare maggiore che di quello laterale del 1660, che rappresentano la Trinità e la Madonna col Bambino adorata dai Santi Carlo Borromeo e Ambrogio.